# Vladimír Malý
Vladimír Malý (* 27. Juni 1952) ist ein ehemaliger tschechoslowakischer Hochspringer.
Bei den Halleneuropameisterschaften 1972 in Grenoble wurde er Fünfter. Im Jahr darauf siegte er bei der Universiade.
1974 gewann er jeweils Bronze bei den Halleneuropameisterschaften in Göteborg und bei den Europameisterschaften in Rom, und 1975 siegte er bei den Halleneuropameisterschaften in Kattowitz.
1974 wurde er tschechoslowakischer Meister im Freien, 1972 und 1973 in der Halle.

## Persönliche Bestleistungen
- Hochsprung: 2,22 m, 28. Juni 1974, Prag
  - Halle: 2,24 m, 26. Februar 1975, Prag